# Arunachal Scouts
Arunachal Scouts är ett indiskt gränsförsvarsförband, som bildades 2010. Det har som huvuduppgift att genomföra gränsskyddsoperationer i Arunachal Pradesh och består av 2 bergsjägarbataljoner tillhörande Assam Regiment.